# Suno
Suno (piemontiul: Suna) település Olaszországban, Piemont régióban, Novara megyében. Lakosainak száma 2689 fő (2023. január 1.). Suno Agrate Conturbia, Cavaglietto, Cressa, Fontaneto d’Agogna, Mezzomerico, Vaprio d’Agogna és Bogogno községekkel határos.

## Népesség
A település lakossága az elmúlt években az alábbi módon változott:
| Lakosok száma | 2806 | 2788 | 2689 |
|               | 2017 | 2018 | 2023 |